# Szabó család (nemespanni)
Nemespanni Szabó család egy Nyitra vármegyei, illetve Verebélyi széki család.
A családra számos elszórt adattal rendelkezünk, a név általános elterjedése miatt azonban a leszármazásuk nehezen követhető.
1608-ban Forgách esztergomi érsektől Panyi Balázs után a Cékus, Ferenczy, Kristóf, Orly, Panyi, Szabó és Szánthó családok kaptak Nemespannon adományt. 1611-ben Szabó István, Szabó Jakab (Mod) tanúskodott Bakits Péter mellett és Szabó János Forgách Zsuzsanna mellett, Révay Ferenc hűtlenségi perében felesége Forgách Zsuzsanna ellen.
Az 1664-es török adóösszeírásban Szabó nevű személy nem szerepel Nemespannon, de Szőcs igen. 1683-ban a párkányi csatában Szabó István, Ferenc és András, illetve Szűcs István estek el Nemespannról.
1699-ben Nemespannon az Alsó Osztályban és Dicskén Szabó Péter, illetve utóbbin Szabó András özvegye és utódai is, Zsitvagyarmaton Szabó Mihály, Bajcson id. Szabó János, Verebélyen Szabó László kaptak érseki adományt Kollonich Lipót esztergomi érsektől. Néveren Szabók osztálya is létezett.
1717-ben Fazikas János, Molnár Ádám, Polyák János és Szabó Ferenc atyafiak a nemespanni birtokaikat illetően egyezségre jutottak. 1748-ban Szabó Ferenc a nemespanni fölső és alsó Osztály névű Curiakban lévő jussát 60 forintért örökössen eladta Fazekas Istvánnak és Mihálynak, Molnár Istvánnak, Polyák Jánosnak, Istvánnak és Ferencnek. 1755-ben Molnár István, Fazikas Mihály, István és Antal testvérek és Polyák János, István és Ferenc testvérek szűkös idők miatt Rabcsek András emőkei plébánosnak és öccsének Györgynek 110 forintért elzálogosították egy fundusukat.
Id. Szabó Péter 1719-es halálával mostohafia Gazy Ferenc 100 forintért elzálogosította az egész fundust Locsányi Sámuel harangozónak, melynek fölső felét később visszaváltotta. Ifj. Szabó Péter 1751-ben a nemespanni templomra hagyott Locsányi Sámuel-féle (korábban Gazy) házat a zálogból visszavette. A birtokhoz Szabó Ferenc (komjáti református) és a Fazekas, Molnár, Polyák és Rabcsek családok is jogrészt formáltak.
Szabó András 1832-ben perelte mostohaapósát Varsányi Mihályt, amiért az a feleségét Festő Teréziát illető örökségét visszatartotta. Festő Terézia (Szabó Jánosné ?) volt 1831-ben a kolera utolsó számontartott falubeli áldozata.
Az 1844-es Nyitra vármegyei nemességvizsgálat szerint előmutattak egy 1668-ban Szabó Mihály és János részére kiadott armálist, de a leszármazásukat már bizonyítani nem tudták.
A kései utódok közül 1928-ban Hering Gyuláné Szabó Mária, Szabó Béla és Csiffáry Béláné Szabó Jolán testvérek kivándoroltak Argentínába. Utódaik ma is ott élnek. Az otthon maradott testvéreik Tivadar és Kornélia kifizették őket és a szerint felosztották az örökséget. Az ő utódaik Szlovákiában élnek.

## Neves személyek

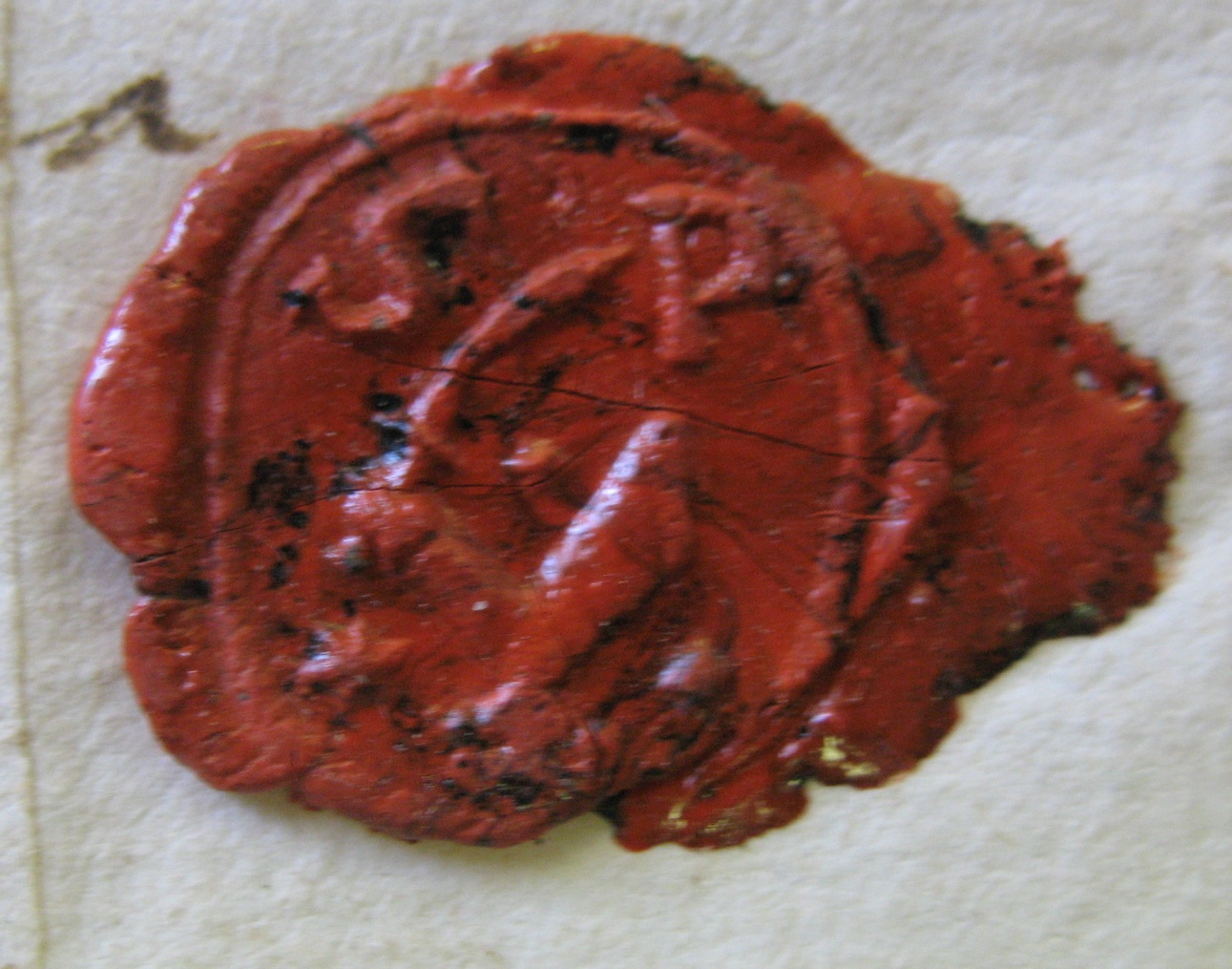
Szabó Péter pecsétje (1716)

- panni Szabó Tamás a verebélyi szék szolgabírája 1611-ben[13]
- Valószínűleg a Nemespannon említett Szabó Péter a verebélyi szék esküdtje volt 1716-ban. Hivatali pecsétjében egy kürt előtt, dombon támaszkodó szablyát tartó kar és egy csillag látható.[14]
- Szabó István a verebélyi szék esküdtje volt 1800-ban.[15]
- Szabó István (1845-1901) megyei hivatalnok,[16] akinek lányát Ilonát 1883-ban Dombay Ede író, költő, újságíró, hivatalnok jegyezte el.
- Szabó Lajos 1897-ben örökbefogadta Ehrlich Artúrt, aki Ferraris Artúr néven neves genre- és arcképfestő lett.